# Randle Cotgrave
Randle Cotgrave ou Randal Cotgreve, né au XVIe siècle et mort en 1634, est un romaniste et lexicographe anglais.

## Biographie
La biographie de Randle Cotgrave n'est pas très documentée et est indirectement connue.
Il pourrait bien s'agir de Randal, fils de William Cotgreve de Christleton dans le Cheshire, mentionné dans la généalogie de la famille Cotgreve. Le fait est que les armes de ce Cotgreve sont les mêmes que celles qui apparaissent sur le sceau utilisé par Randle Cotgrave sur l'une de ses lettres autographes,. En revanche il est prouvé que Randle Cotgrave était bien originaire du Cheshire car il fut admis comme boursier du St John's College, auprès de l’Université de Cambridge, le 10 novembre 1587, sur intervention de Lady Margaret. Si son nom figure en 1592 sur le registre de l'une des grandes écoles de droit à Londres, il semblerait qu'il ait interrompu ses études car il ne figure postérieurement sur aucun registre de barreau anglais. Par la suite, on retrouve Randle Cotgrave secrétaire de Sir William Cecil, baron Burghley, fils aîné de Thomas, comte d'Exeter, auquel il dédiera en 1611, A Dictionarie of the French and English Tongues, le dictionnaire bilingue français-anglais qui perpétuera sa mémoire. Cotgrave présenta un exemplaire de la première édition de son œuvre à Henri-Frederick, prince de Galles, fils aîné de James Stuart (en Français Jacques Ier, dont il reçut dix livres. Plus tard, un Randal Cotgreve, qu'il pourrait bien être, devint assistant de Thomas Morton, évêque de Chester. Il épousa Ellinor Taylor, originaire des lieux, dont il eut quatre fils, William, Randolf, Robert, et Alexander, et une fille Mary. L'année de sa mort, indiquée dans le Memorials of Cambridge de Charles Henry Cooper, est 1634.
Deux lettres écrites par Cotgrave en personne ont été retrouvées, toutes deux adressées à Monsieur Beaulieu, secrétaire de l'ambassadeur britannique à Paris, Sir Thomas Edmonds et répertoriées dans le catalogue de Harley. La première, datée du 27 novembre 1610, porte sur les avancées dans l'impression de son dictionnaire, pour la préparation duquel il évoque avoir reçu une aide précieuse de Beaulieu lui-même et d'un certain Monsieur Limery. Dans l'autre lettre, Cotgrave déclare qu'il a envoyé à son correspondant deux exemplaires de son livre.

## Œuvre
A Dictionarie of the French and English Tongues constitue l'œuvre majeure de Cotgrave. Il s'agit concrètement d'un dictionnaire de français en anglais, accueilli encore aujourd'hui comme le plus exhaustif de son époque.
L'ouvrage répertorie par ordre alphabétique, quelque 48 000 mots français, traduits et expliqués en anglais, répartis en deux colonnes sur 900 pages non numérotées. En appendice se trouvent un index thématique sur dix pages et un aperçu de grammaire française.
À la fois soigné et intelligent, remarquablement précis et fiable pour son époque, cet ouvrage marque une véritable avancée en termes de lexicographie. C'est pourquoi il constitua dès sa première publication et jusqu'à aujourd'hui non seulement un ouvrage de référence mais également un outil d'enseignement en philologies tant anglaise que française, bien qu'il ne soit pas exempt de mauvaises interprétations ou de bévues.
Il constitue par là un témoignage de l'enseignement et de la pratique de la langue française en Angleterre aux XVIe et XVIIe siècles dont l'importance historique perdure.
Réédité plusieurs fois, il reste une précieuse source de documentation des langues française et anglaise. Du reste, les plus sérieuses ressources linguistiques y font référence sous l'abréviation cotgr. et il n'est pas rare qu'ils indiquent d'un mot ou d'une expression "1re attest. 1611 (Cotgr.)".

## Dictionnaire en ligne
- A Dictionarie of the French and English Tongues, scan de l'édition originale de 1611, conservé à la BNF